# Gnathophylleptum tellei
Gnathophylleptum tellei is een garnalensoort uit de familie van de Gnathophyllidae. De wetenschappelijke naam van de soort is voor het eerst geldig gepubliceerd in 2001 door d'Udekem d'Acoz.